# 朱惟燿
永壽懷順王朱惟燿（？—1528年），是明朝永壽恭和王朱秉欓之子，明朝政府初封他為鎮國將軍，嘉靖七年去世。兒子朱懷墡襲封為永壽王後，他被追封為永壽王，諡懷順。

## 家庭

### 子女

#### 子
1. 永壽榮靖王朱懷墡